# Åkeshovs sim- och idrottshall

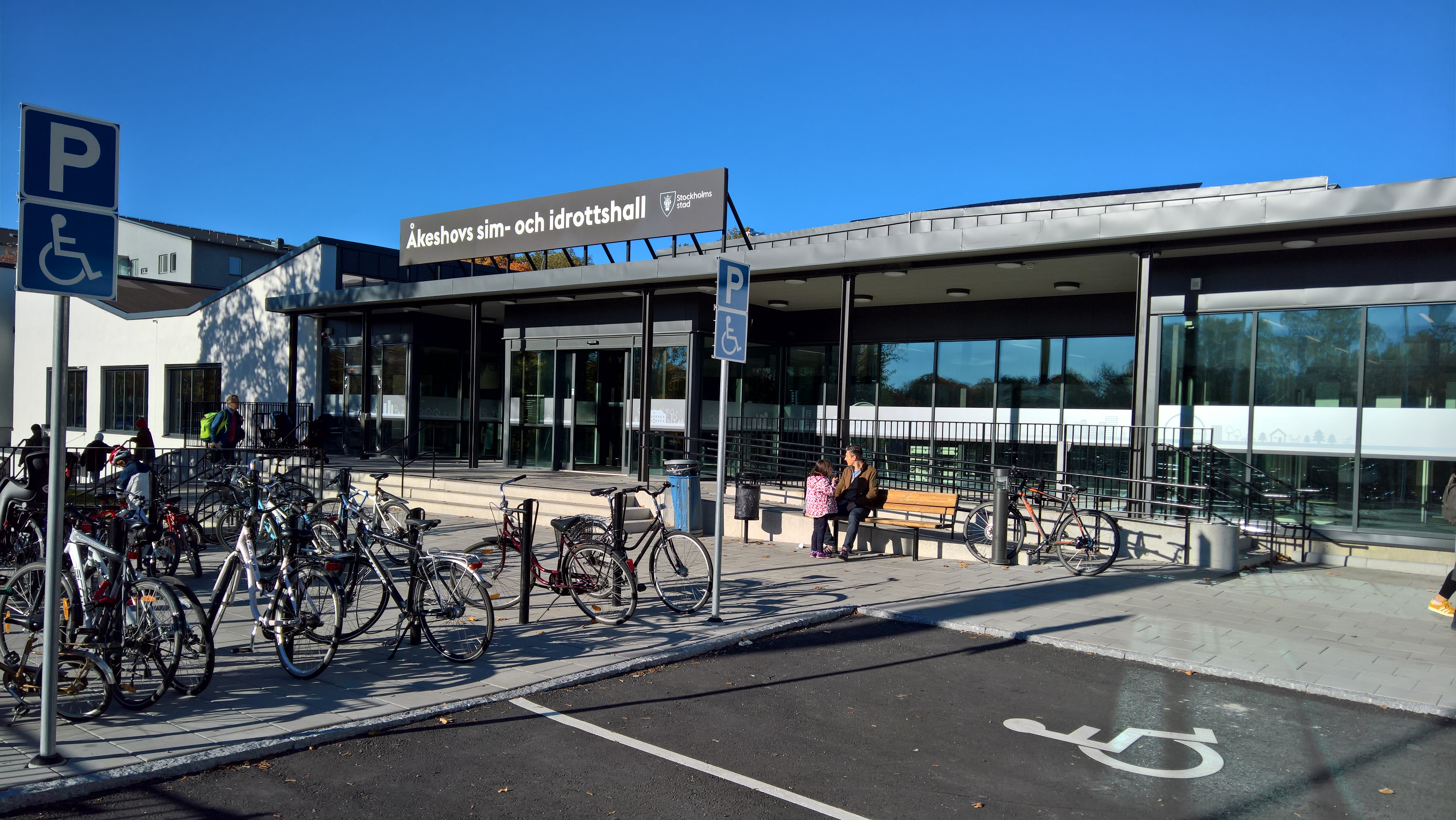
Åkeshovshallen i oktober 2018.

Åkeshovs sim- och idrottshall (även Åkeshovshallen) är ett badhus och en sportanläggning belägen på Bergslagsvägen 60 i Åkeshov i Bromma, Stockholm. Invigt 1959, nyöppnat i januari 2018 efter mer än två års renovering.
Simhallen har två 25-metersbassänger, två undervisningsbassänger och ett plask- och lekområde. Vattentemperaturen är 27° C i de stora bassängerna och 29° C i barnområdet.
I samma fastighet ligger även Åkeshovs Bowlingcenter.
Vid nyöppningen av simhallen invigdes även konstverket Mo(der)nism av konstnären Carl Boutard med Our Architectural Office.

## Föreningar
Följande föreningar tränar aktivt i hallen:

### På land
- Alvik basket
- Brommagymnasterna
- Hammarbygymnasterna
- KFUM-Gymnasterna, Stockholm
- Sofiaflickorna Stockholm
- Sol-flickornas GF
- Stockholms gymnastikförening
- Stockholm Top Gymnastics
- Ängby fäktklubb

### I vatten
- Bromma Caviar
- Bromma simsällskap
- Kanaans simsällskap
- Nisses fridykarklubb
- Stockholms kappsimningsklubb